# Berneuil (Charente)
Pour les articles homonymes, voir Berneuil.
Berneuil est une commune du Sud-Ouest de la France située dans le département de la Charente, en région Nouvelle-Aquitaine.

## Géographie

### Localisation et accès
Berneuil est une commune du Sud-Charente située entre Barbezieux et Brossac, à 34 km d'Angoulême.
Elle est à 10 km au sud-est de Barbezieux et à 7 km au nord-ouest de Brossac. Elle est aussi à 12 km au sud-ouest de Blanzac, 16 km à l'ouest de Montmoreau.
À l'écart des grandes routes, la commune est bordée au sud-ouest par la D731, route de Chalais à Cognac par Barbezieux. Le bourg est desservi par la D 68, qui va au nord à Challignac puis vers Pont-à-Brac (N 10, commune de Nonaville), et au sud vers Chillac et Guizengeard. La D 128 traverse la commune et le bourg d'est en ouest, et la D 198 va au sud-est vers Châtignac et Montboyer.

### Communes limitrophes
|         | Challignac | Brie-sous-Barbezieux |
| Condéon | Berneuil   | Poullignac           |
| Chillac | Passirac   | Sainte-Souline       |

### Hameaux et lieux-dits
Comme toutes les communes charentaises, Berneuil possède un habitat dispersé et elle compte de nombreuses fermes. Il n'y a pas de véritable hameau.
Le bourg, assez petit, touche à l'ouest chez Marquis. Au sud, il y a chez Gourdeaux, chez Moreau, à l'ouest, Barabos, la Motte, au nord, chez Doublet, le Maine aux Vaches, à l'est le Grand Luc et le Petit Luc, Peuchaud, le Pont du Maçon, etc..

### Géologie et relief
La commune est occupée par le Campanien (Crétacé supérieur), calcaire crayeux et marneux, qui occupe une grande partie du Sud Charente,,.
Le relief de la commune est celui de coteaux traversés du sud au nord par des vallées parallèles. Il est plus accentué à l'est. Le point culminant de la commune est à une altitude de 166 m, situé près de la limite orientale (anciens moulins à vent). Le point le plus bas est à 74 m, situé à l'extrémité nord-est au confluent de la Gorre et de la Maury. Le bourg, construit sur les hauteurs et surplombant la vallée de la Maury, s'étage entre 125 et 145 m d'altitude.

### Hydrographie

#### Réseau hydrographique

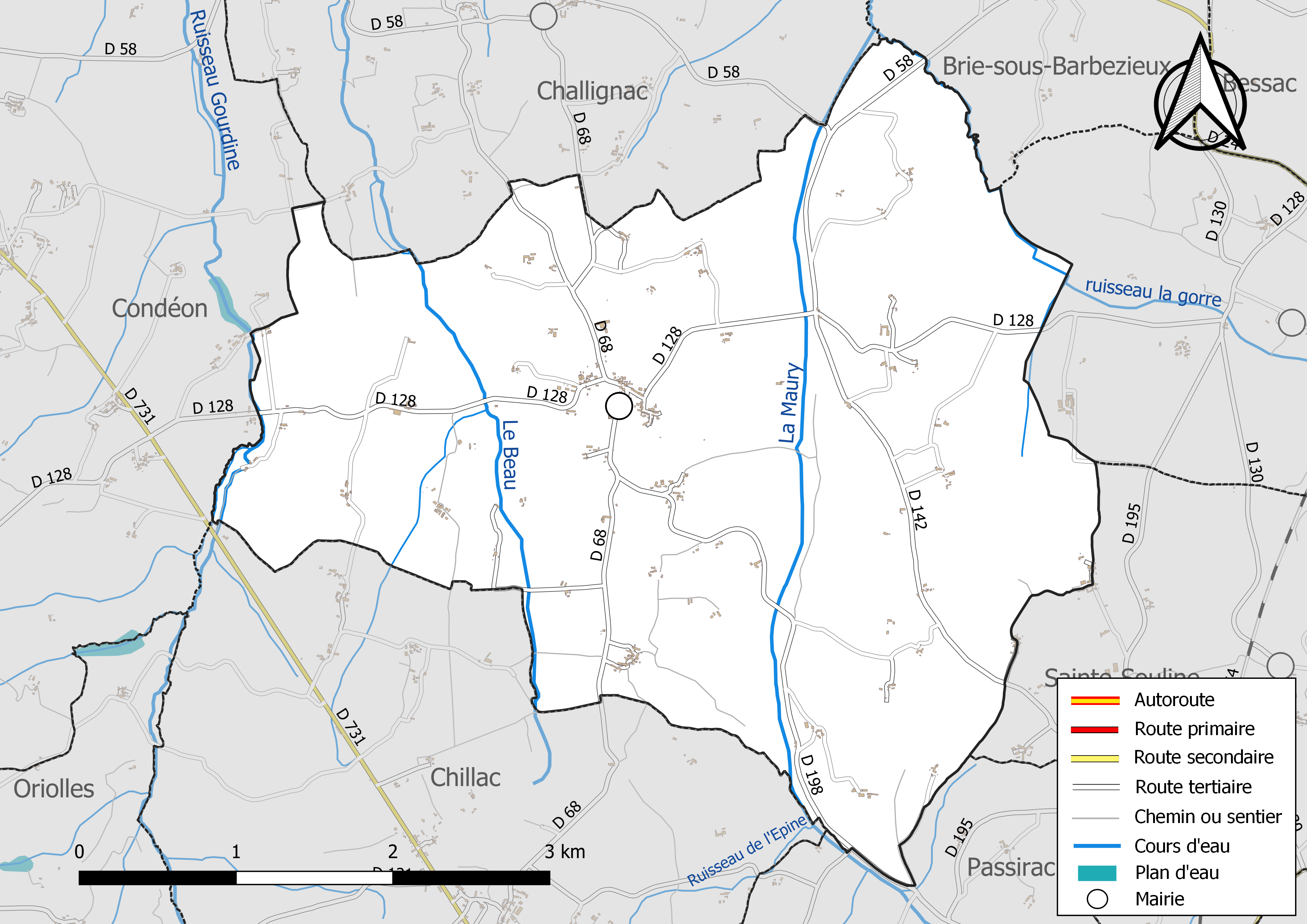
Réseaux hydrographique et routier de Berneuil.

La commune est située dans  le bassin versant de la Charente au sein  du Bassin Adour-Garonne. Elle est drainée par la Maury, le Beau, le ruisseau Gourdine, le ruisseau la gorre, un bras du Beau Ruisseau, un bras du Ruisseau Gourdine et par deux petits cours d'eau, qui constituent un réseau hydrographique de 13 km de longueur totale,.
La Maury, affluent du Né et sous-affluent de la Charente, traverse la commune du sud au nord. D'une longueur totale de 24,1 km, prend sa source dans la commune de Châtignac et se jette  dans le Né à Ladiville, après avoir traversé 12 communes. La Gorre qui passe à Poullignac, limite la commune au nord-est et se jette dans la Maury.
Plus à l'ouest, le ruisseau de la Grande Fontaine qui devient le Beau plus en aval, est un autre affluent du Né, et traverse aussi la commune où il prend sa source au sud près de la limite avec Chillac. Le Beau, d'une longueur totale de 22,4 km, prend sa source dans la commune de Chillac et se jette  dans le Né à Bellevigne, après avoir traversé 9 communes.
Le ruisseau Gourdine, d'une longueur totale de 11,3 km, prend sa source dans la commune de Chillac et se jette  dans le Beau à Salles-de-Barbezieux, après avoir traversé 5 communes.
Enfin, le Gabout, aussi appelé Gourdine plus au sud, limite la commune à l'ouest. Ce ruisseau est un affluent du Beau.

#### Gestion des cours d'eau
Le territoire communal est couvert par le schéma d'aménagement et de gestion des eaux (SAGE) « Charente ». Ce document de planification, dont le territoire correspond au bassin de la Charente, d'une superficie de 9 300 km2, a été approuvé le 19 novembre 2019. La structure porteuse de l'élaboration et de la mise en œuvre est l'établissement public territorial de bassin Charente. Il définit sur son territoire les objectifs généraux d’utilisation, de mise en valeur et de protection quantitative et qualitative des ressources en eau superficielle et souterraine, en respect des objectifs de qualité définis dans le troisième SDAGE  du Bassin Adour-Garonne qui couvre la période 2022-2027, approuvé le 10 mars 2022.

### Climat
Comme dans les trois quarts sud et ouest du département, le climat est océanique aquitain.

## Urbanisme

### Typologie
Au 1er janvier 2024, Berneuil est catégorisée commune rurale à habitat très dispersé, selon la nouvelle grille communale de densité à 7 niveaux définie par l'Insee en 2022.
Elle est située hors unité urbaine. Par ailleurs la commune fait partie de l'aire d'attraction de Barbezieux-Saint-Hilaire, dont elle est une commune de la couronne,. Cette aire, qui regroupe 25 communes, est catégorisée dans les aires de moins de 50 000 habitants,.

### Occupation des sols
L'occupation des sols de la commune, telle qu'elle ressort de la base de données européenne d’occupation biophysique des sols Corine Land Cover (CLC), est marquée par l'importance des territoires agricoles (92,5 % en 2018), une proportion identique à celle de 1990 (92,5 %). La répartition détaillée en 2018 est la suivante : 
terres arables (72,8 %), zones agricoles hétérogènes (19,6 %), forêts (7,5 %), cultures permanentes (0,2 %). L'évolution de l’occupation des sols de la commune et de ses infrastructures peut être observée sur les différentes représentations cartographiques du territoire : la carte de Cassini (XVIIIe siècle), la carte d'état-major (1820-1866) et les cartes ou photos aériennes de l'IGN pour la période actuelle (1950 à aujourd'hui).

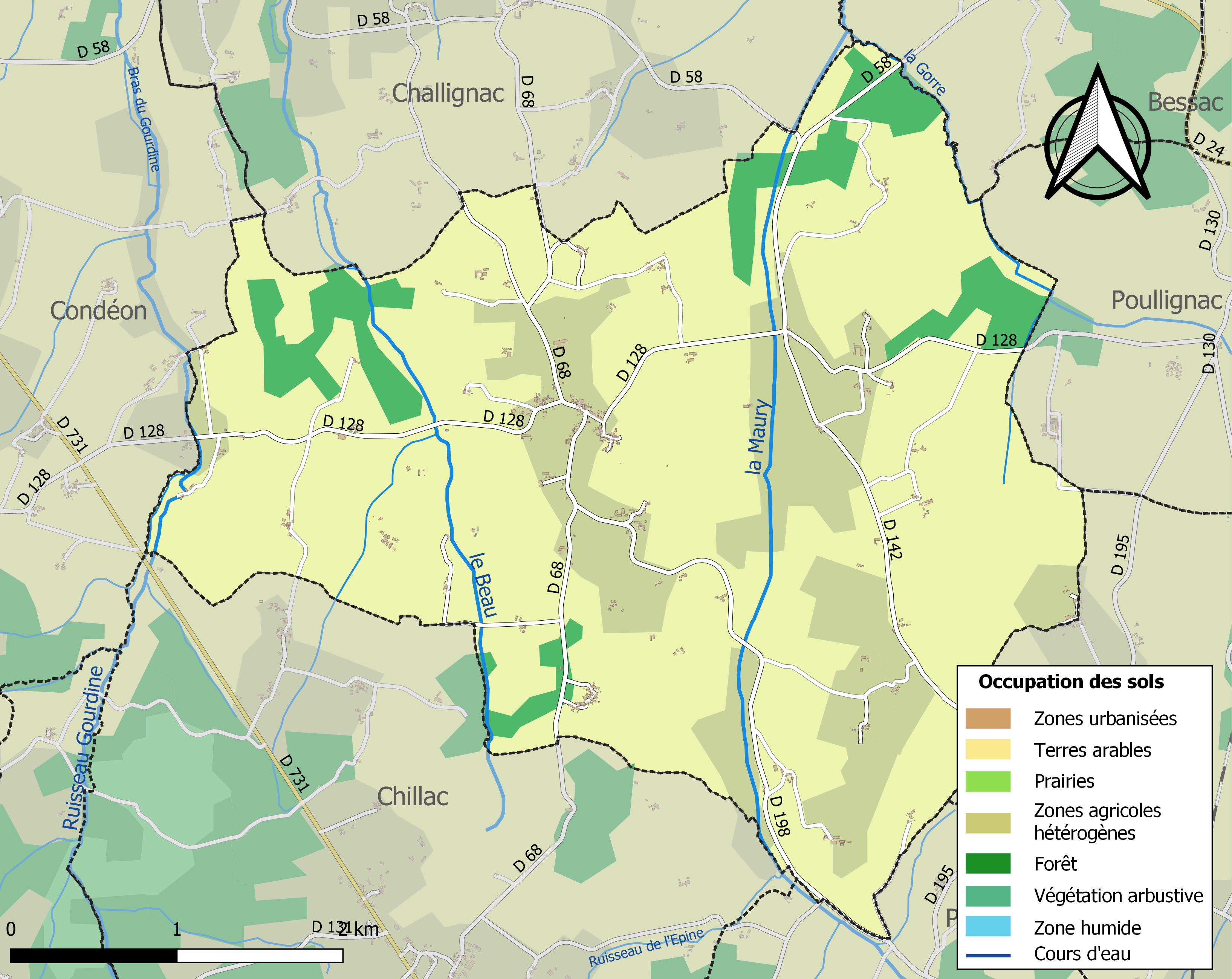
Carte des infrastructures et de l'occupation des sols de la commune en 2018 (CLC).

### Risques majeurs
Le territoire de la commune de Berneuil est vulnérable à différents aléas naturels : météorologiques (tempête, orage, neige, grand froid, canicule ou sécheresse) et séisme (sismicité faible). Un site publié par le BRGM permet d'évaluer simplement et rapidement les risques d'un bien localisé soit par son adresse soit par le numéro de sa parcelle.

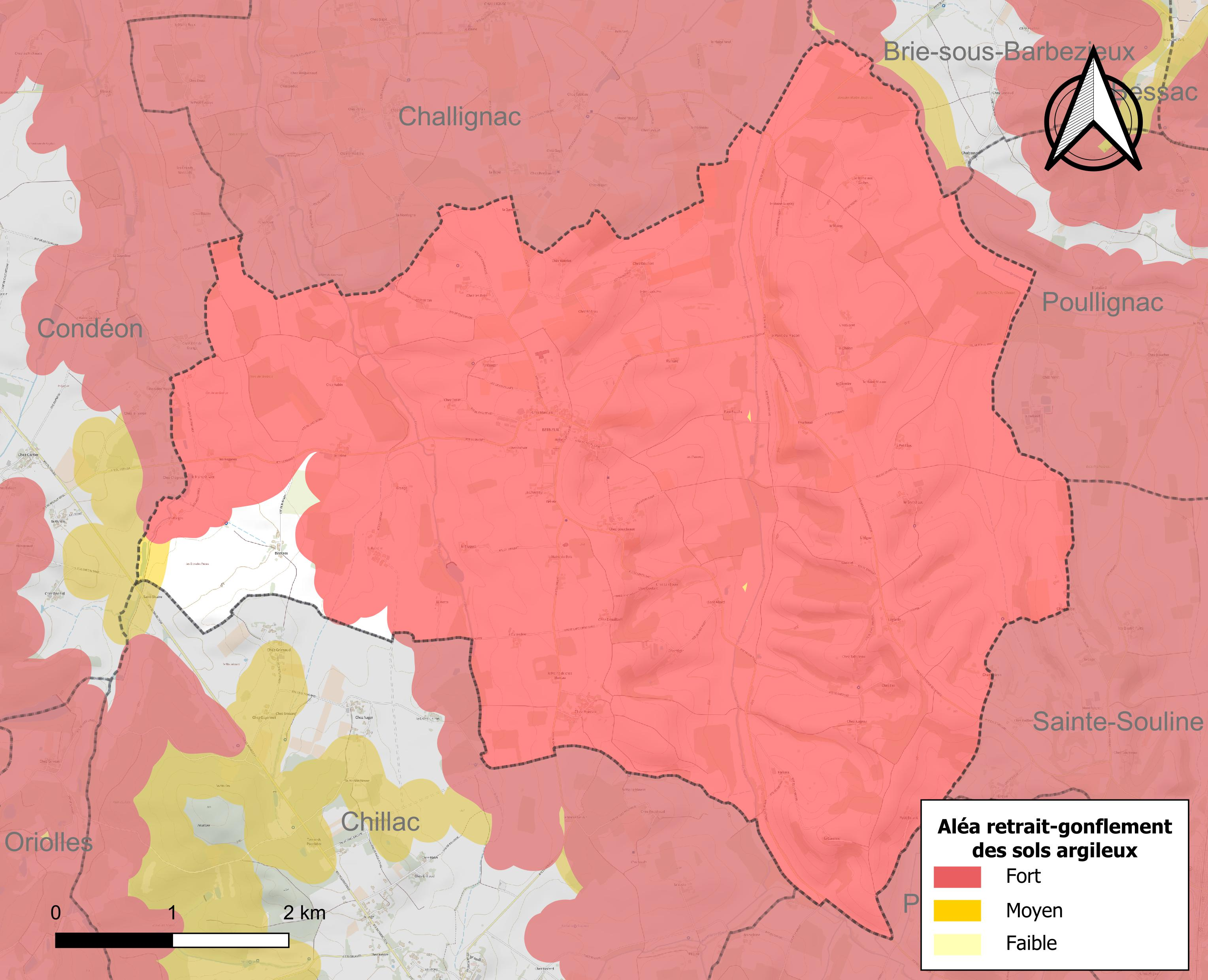
Carte des zones d'aléa retrait-gonflement des sols argileux de Berneuil.

Le retrait-gonflement des sols argileux est susceptible d'engendrer des dommages importants aux bâtiments en cas d’alternance de périodes de sécheresse et de pluie. 96,8 % de la superficie communale est en aléa moyen ou fort (67,4 % au niveau départemental et 48,5 % au niveau national). Sur les 178 bâtiments dénombrés sur la commune en 2019, 175 sont en aléa moyen ou fort, soit 98 %, à comparer aux 81 % au niveau départemental et 54 % au niveau national. Une cartographie de l'exposition du territoire national au retrait gonflement des sols argileux est disponible sur le site du BRGM,.
Par ailleurs, afin de mieux appréhender le risque d’affaissement de terrain, l'inventaire national des cavités souterraines permet de localiser celles situées sur la commune.
La commune a été reconnue en état de catastrophe naturelle au titre des dommages causés par les inondations et coulées de boue survenues en 1982 et 1999. Concernant les mouvements de terrains, la commune a été reconnue en état de catastrophe naturelle au titre des dommages causés par des mouvements de terrain en 1999.

## Toponymie
Une forme ancienne est Bernolium en 1271.
L'origine du nom de Berneuil remonterait à un personnage gaulois Brennus auquel est apposé le suffixe gaulois -ialo, terme de nom de lieu signifiant "espace découvert", "clairière", et qui correspondrait donc à « clairière de Brennus »,.

## Histoire
Au Moyen Âge, principalement aux XIIe et XIIIe siècles, Berneuil se trouvait sur une variante de la via Turonensis, itinéraire du pèlerinage de Saint-Jacques-de-Compostelle qui passait en Charente par Nanteuil-en-Vallée, Saint-Amant-de-Boixe, Angoulême, Mouthiers, Montmoreau et Aubeterre, mais dont une branche bifurquait à Blanzac pour se diriger vers Pons ou Blaye.
Sous l'Ancien Régime, avant la création du département de la Charente, Berneuil faisait partie, comme la région de Barbezieux, de la province de Saintonge.
Au début du XXe siècle, le marché, relativement important, se tenait traditionnellement le quatrième jeudi de chaque mois.

## Administration

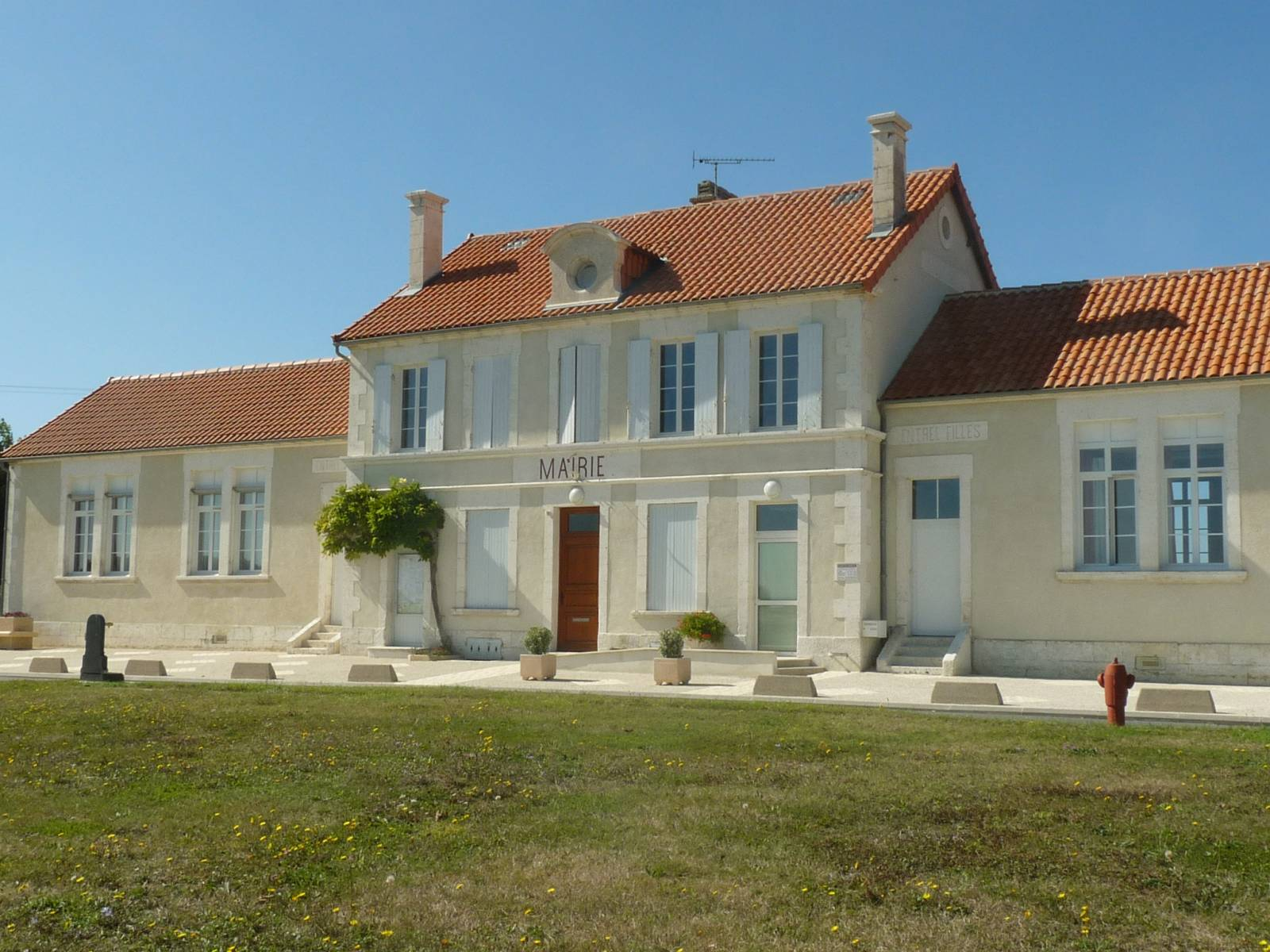
La mairie-école.

| Période                                  | Période  | Identité            | Étiquette | Qualité              |
| ---------------------------------------- | -------- | ------------------- | --------- | -------------------- |
| depuis 1989                              | 2011     | Raymond Poitou      | DVG       | Agriculteur retraité |
| 2011                                     | En cours | Jean-Marie Arsicaud | MoDem     | Agriculteur          |
| Les données manquantes sont à compléter. |          |                     |           |                      |

## Démographie

### Évolution démographique
L'évolution du nombre d'habitants est connue à travers les recensements de la population effectués dans la commune depuis 1793. Pour les communes de moins de 10 000 habitants, une enquête de recensement portant sur toute la population est réalisée tous les cinq ans, les populations de référence des années intermédiaires étant quant à elles estimées par interpolation ou extrapolation. Pour la commune, le premier recensement exhaustif entrant dans le cadre du nouveau dispositif a été réalisé en 2006.

En 2022, la commune comptait 321 habitants, en évolution de +0,31 % par rapport à 2016 (Charente : −0,48 %, France hors Mayotte : +2,11 %).
| 1793 | 1800 | 1806 | 1821  | 1831  | 1841  | 1846  | 1851 | 1856 |
| ---- | ---- | ---- | ----- | ----- | ----- | ----- | ---- | ---- |
| 922  | 857  | 797  | 1 010 | 1 045 | 1 008 | 1 010 | 994  | 961  |

| 1861 | 1866 | 1872 | 1876 | 1881 | 1886 | 1891 | 1896 | 1901 |
| ---- | ---- | ---- | ---- | ---- | ---- | ---- | ---- | ---- |
| 914  | 841  | 809  | 775  | 788  | 748  | 688  | 653  | 634  |

| 1906 | 1911 | 1921 | 1926 | 1931 | 1936 | 1946 | 1954 | 1962 |
| ---- | ---- | ---- | ---- | ---- | ---- | ---- | ---- | ---- |
| 640  | 628  | 545  | 541  | 529  | 520  | 509  | 450  | 464  |

| 1968 | 1975 | 1982 | 1990 | 1999 | 2006 | 2011 | 2016 | 2021 |
| ---- | ---- | ---- | ---- | ---- | ---- | ---- | ---- | ---- |
| 386  | 354  | 340  | 326  | 317  | 328  | 323  | 320  | 316  |

| 2022 | - | - | - | - | - | - | - | - |
| ---- | - | - | - | - | - | - | - | - |
| 321  | - | - | - | - | - | - | - | - |

### Pyramide des âges
La population de la commune est relativement âgée.
En 2018, le taux de personnes d'un âge inférieur à 30 ans s'élève à 23,5 %, soit en dessous de la moyenne départementale (30,2 %). À l'inverse, le taux de personnes d'âge supérieur à 60 ans est de 42,6 % la même année, alors qu'il est de 32,3 % au niveau départemental.
En 2018, la commune comptait 141 hommes pour 170 femmes, soit un taux de 54,66 % de femmes, largement supérieur au taux départemental (51,59 %).
Les pyramides des âges de la commune et du département s'établissent comme suit.
| Hommes | Classe d’âge | Femmes |
| ------ | ------------ | ------ |
| 2,2    | 90 ou +      | 10,8   |
| 11,7   | 75-89 ans    | 20,5   |
| 21,2   | 60-74 ans    | 17,6   |
| 24,0   | 45-59 ans    | 17,8   |
| 14,4   | 30-44 ans    | 12,3   |
| 15,0   | 15-29 ans    | 12,3   |
| 11,5   | 0-14 ans     | 8,7    |

| Hommes | Classe d’âge | Femmes |
| ------ | ------------ | ------ |
| 1      | 90 ou +      | 2,7    |
| 9,2    | 75-89 ans    | 12     |
| 20,6   | 60-74 ans    | 21,3   |
| 20,7   | 45-59 ans    | 20,3   |
| 16,8   | 30-44 ans    | 16     |
| 15,6   | 15-29 ans    | 13,4   |
| 16,1   | 0-14 ans     | 14,3   |

## Économie

### Agriculture
La viticulture occupe une partie importante de l'agriculture. La commune est située dans les Bons Bois, dans la zone d'appellation d'origine contrôlée du cognac.

## Équipements, services et vie locale

### Enseignement
L'école est un RPI entre Berneuil, Challignac et Saint-Aulais-la-Chapelle. Challignac accueille l'école maternelle, et Berneuil et Saint-Aulais les écoles élémentaires.

## Lieux et monuments
- L'église paroissiale Notre-Dame est romane et date du XIIe siècle. Elle est classée monument historique depuis 1914[35].
- La fontaine Notre-Dame est située dans un vallon, au pied de l'église. Elle était réputée pour soigner les maladies des yeux[25]. Elle est peut-être à l'origine de la paroisse[36].

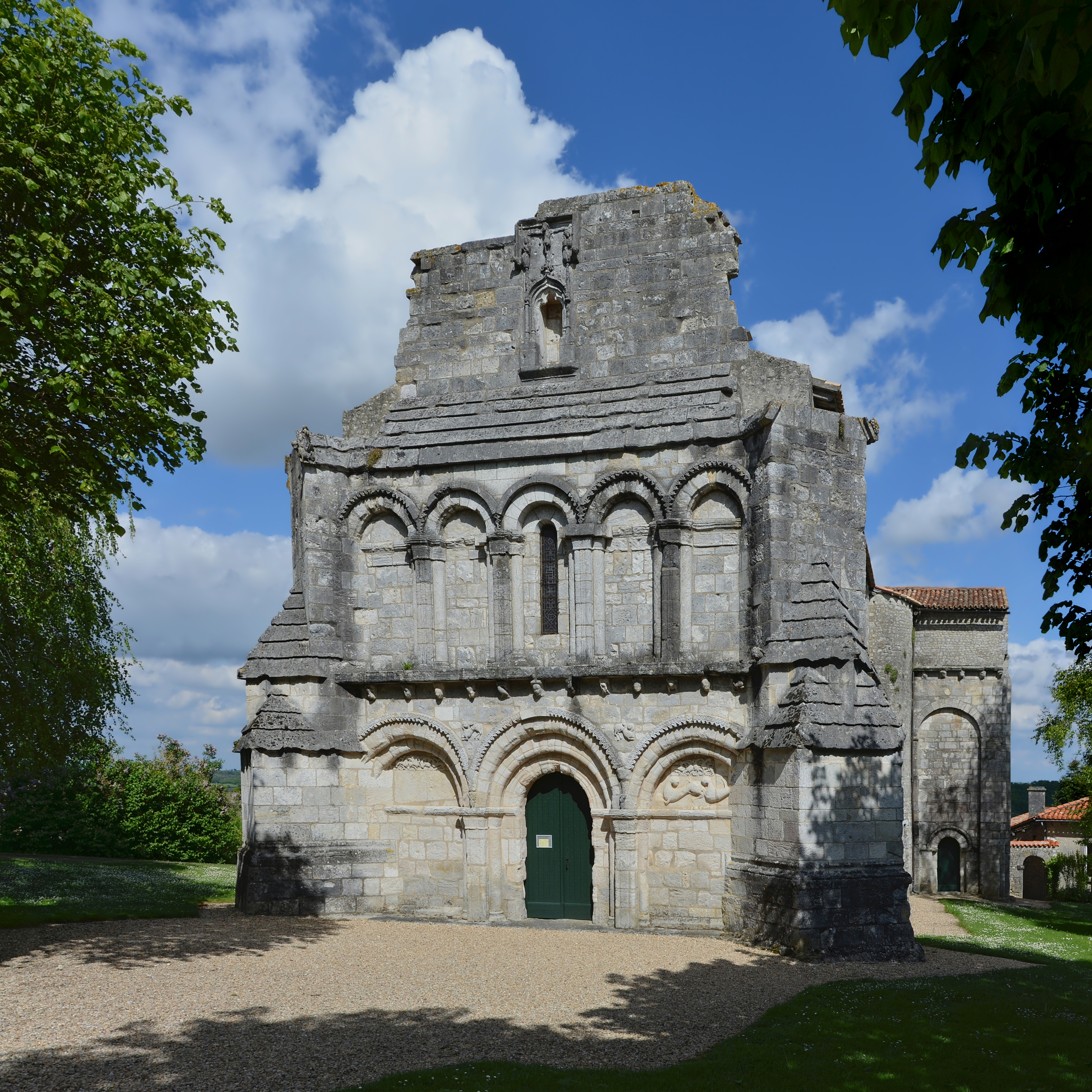
Façade de l'église Notre-Dame.
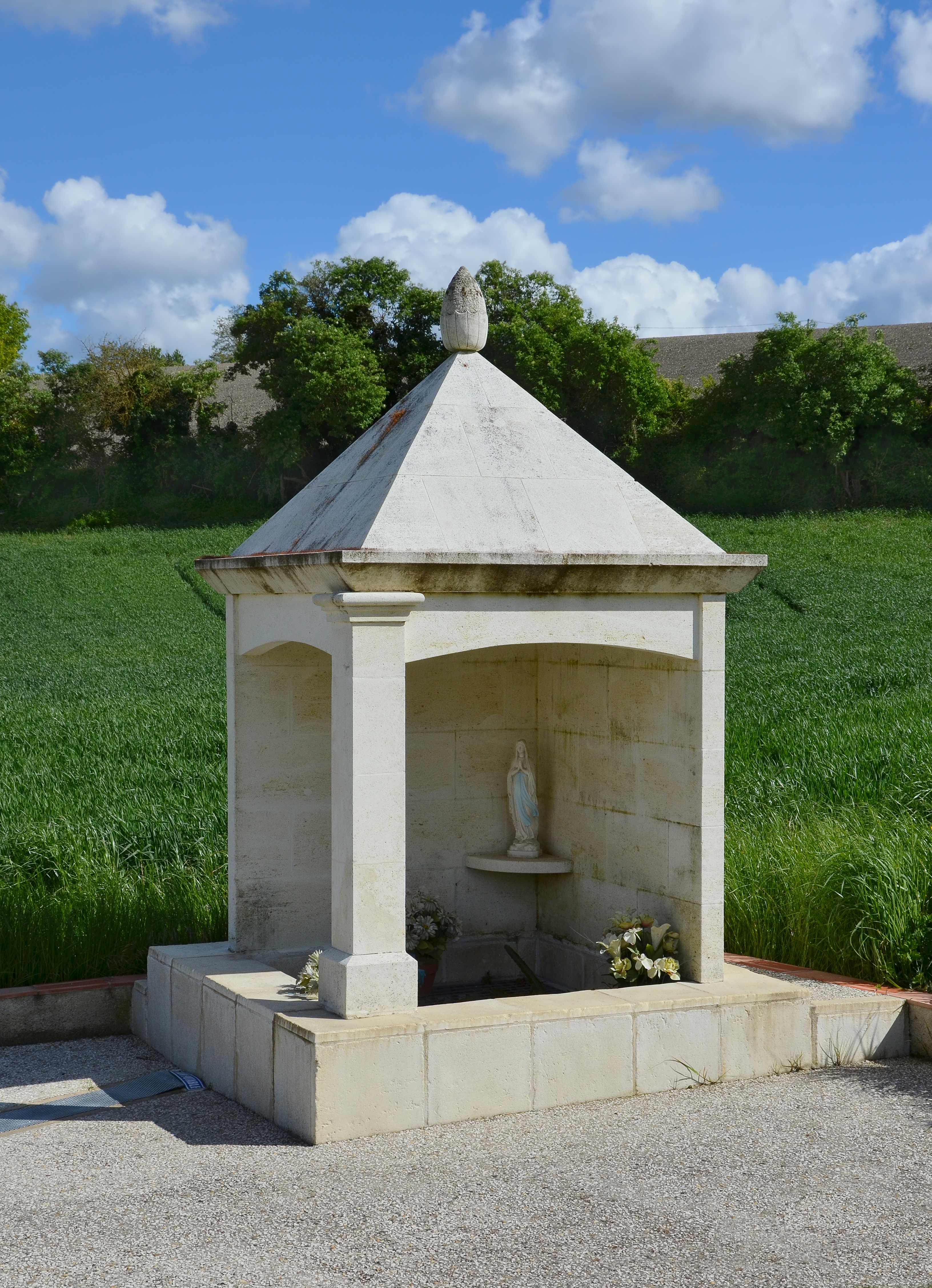
La fontaine Notre-Dame.
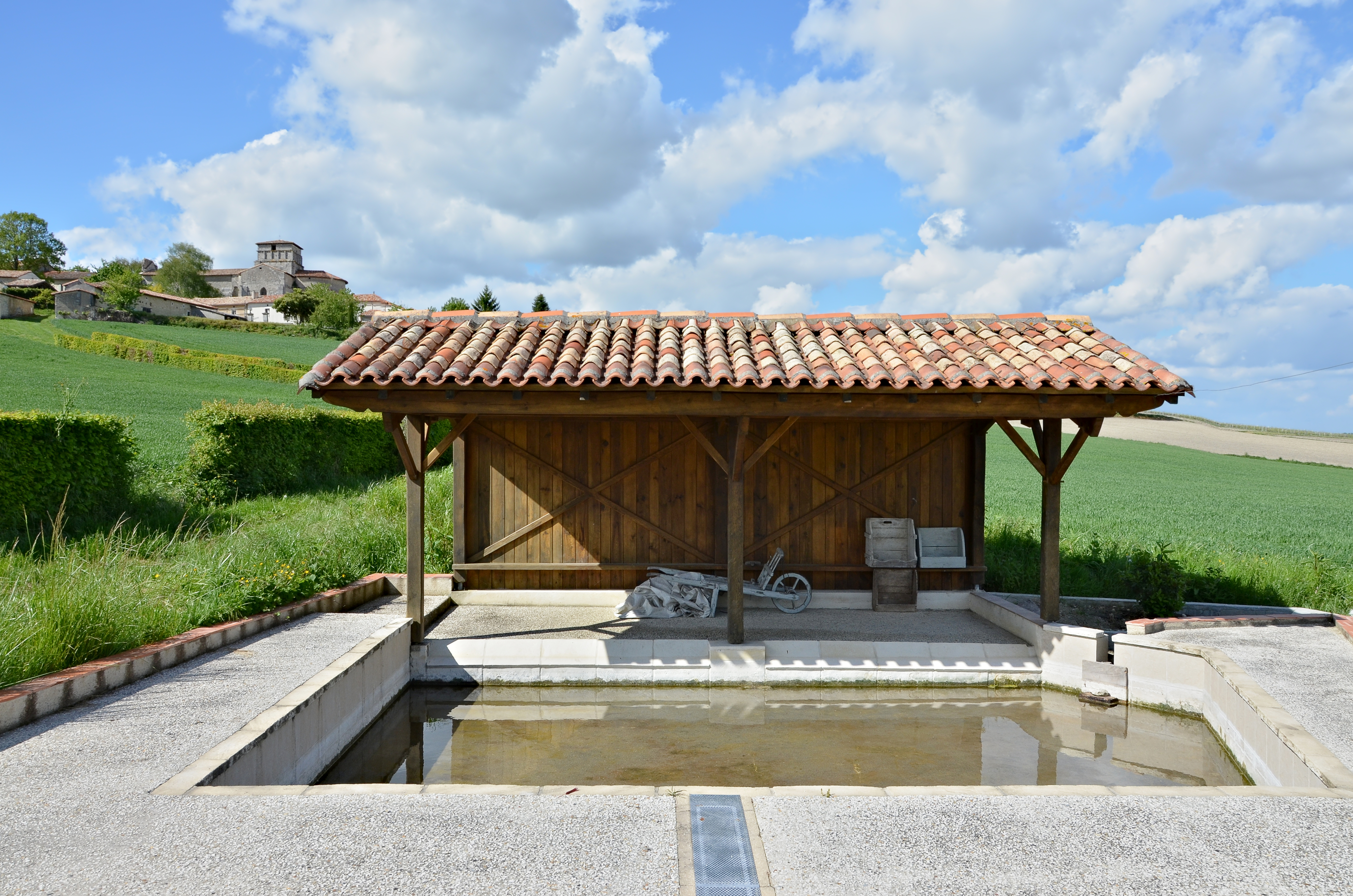
Le lavoir, près de la fontaine Notre-Dame.